# غلوريا ماكميلان
غلوريا ماكميلان (بالإنجليزية: Gloria McMillan)‏ هي ممثلة أمريكية، ولدت في 13 مارس 1933 في بورتلاند في الولايات المتحدة.